# Фабр де л’Од, Жан-Пьер
Жан-Пьер Фабр де л’Од (фр. Jean-Pierre Fabre de l’Aude; 8 декабря 1755, Каркасон — 6 июля 1832, Париж) — французский политический деятель.

## Биография
Был адвокатом в тулузском парламенте, в 1789 году — депутатом от Лангедока. Изгнанный за умеренные взгляды, Фабр вернулся после 9 термидора; был членом Совета пятисот, где занимался, главным образом, финансовыми и юридическими вопросами. Первый предложил налог на театральные билеты (droit des pauvres). Противник Директории, один из деятелей переворота 18 брюмера, Фабр получил место в трибунате (1799), где в следующем году занял президентское кресло; позже был сенатором. 26 апреля 1808 года был возведён Наполеоном в графское достоинство и стал членом палаты пэров.
В 1814 году Фабр подал голос за низложение Наполеона и образование временного правительства. Людовик XVIII сохранил за ним титул пэра Франции, однако во время Ста дней Фабр остался в палате пэров, вследствие чего после битвы при Ватерлоо 24 июля 1815 в составе группы из 29 пэров лишился этого звания, которое было ему возвращено в 1819 г. Опубликовал «Изыскания о налоге на табак и средствах его усовершенствования» (фр. «Recherches sur l’impôt du tabac et les moyens de l’améliorer»; 1802), «Письмо моему сыну о моих политических действиях» (фр. «Lettre à mon fils sur ma conduite politique»; 1816), «Воспоминания и заметки одного пэра Франции» (фр. «Mémoires et souvenirs d’un pair de France»; 1830—1832, без подписи автора).